# Ópera Wheeler
La Ópera Wheeler (en inglés: Wheeler Opera House) se encuentra en la esquina de la Avenida East Hyman y de la calle South Mill en Aspen, Colorado, Estados Unidos. Es un edificio de piedra construido durante la década de 1890, a partir de un diseño por Willoughby J. Edbrooke que mezcla elementos del renacimiento románico y estilos arquitectónicos de estilo italiano. En 1972 se convirtió en la primera propiedad en la ciudad en ser incluida en el Registro Nacional de Lugares Históricos, y la segunda en el condado de Pitkin. 